# Hannah Herzsprung
Hannah-Rebecca Herzsprung, född 7 september 1981 i Hamburg i Tyskland, är en tysk skådespelare.
Hannah Herzsprung  debuterade som skådespelare 1997 i Bayerischer Rundfunks serie Aus heiterem Himmel. Hon studerade i England och senare i Wien samtidigt som hon medverkade i TV-serier. Hennes roller har efterhand blivit mer anspråksfulla och hennes skådespelartalang kommit fram och prisats. 2007 spelade hon rollen som Susanne Albrecht i Der Baader Meinhof Komplex. 2010 fick hon en Bambi som bästa tyska skådespelare för rollen som Julia Hausmann i Weissensee. Hon är även med i Babylon Berlin.